# Kanadas damlandslag i handboll
Kanadas damlandslag i handboll (engelska: Canada women's national handball team) representerar Kanada i handboll för damer, och kontrolleras av Canadian Team Handball Federation.

## Historik
Laget deltog i världsmästerskapet 1995, samt 1997.

### Fotnoter
1. ↑  ”Previous Women's World Champions. Indoor/en salle/Halle – 1995 — AUT / HUN. 5.-17.12-1995”. International Handball Federation. http://www.ihf.info/upload/PDF-Download/WomenWorldCh/aus95.pdf. Läst 18 december 2010.
2. ↑  ”Previous Women's World Champions. Indoor/en salle/Halle – 1997 — GER. 30.11-14.12-1997”. International Handball Federation. http://www.ihf.info/upload/PDF-Download/WomenWorldCh/ger97.pdf. Läst 18 december 2010.